# Uwe Brandt (Musiker)
Uwe Brandt (* 1957 in Saarbrücken) ist ein deutscher Pianist und Musikpädagoge.

## Wirken
Brandt absolvierte seine Klavierstudien bei Hans Clasen, Alexander Sellier, Monique Haas und Jean Claude van den Eynden. Am Königlichen Konservatorium Brüssel schloss er als Konzertpianist mit Auszeichnung ab.
Als Pianist machte er sich international mit Konzerten und durch CD-Einspielungen einen Namen. David Todd, Tuncay Yilmaz, Klaus Trumpf, Joshua Epstein und zuletzt Hande Özyürek ließen sich bei Albumaufnahmen von Brandt begleiten.
Seit 1984 ist Brandt Lehrbeauftragter an der Hochschule für Musik Saar in Saarbrücken. Seit 2003 ist er außerdem Leiter der Musikschule Sulzbach (Saar) (früher Musikschule Sulzbach-Fischbachtal) für etwa 950 Schüler und 40 Lehrkräfte verantwortlich.

## Diskografie (Auswahl)
- Tuncay Yılmaz, Uwe Brandt, Ravel „Tzigane“, Bartok „Sonata No.1“, Raks Müzik 9718071, 1996
- Joshua Epstein, Uwe Brandt, Fireworks for Violin, Agorá AG 142.1, 1998
- Klaus Trumpf, Klaus Kirbach, Uwe Brandt, Contrabasso Classic Cantabile, Ars Vivendi 2100253, 1998
- Hande Özyürek, Uwe Brandt, Face To Face With Saygun, Kalan CD 399, 2007